# Деанортизація
Деанортитизація (рос.деанортитизация, англ. deanorthitization, нім. Entanorthitization f) –заміщення плагіоклазів при метаморфічних процесах, коли за рахунок анортитового компонента виникають епідот, серицит і кварц, а альбіт залишається в плагіоклазі. 